# 후나쓰키촌 (와카야마현)
후나쓰키촌(船着村)은 와카야마현 히다카군에 있던 촌이다. 현재의 히다카가와정 북서부에 해당한다.

## 역사
- 1889년 4월 1일 - 정촌제 시행에 의해 9촌의 구역을 가지고 성립하였다.
- 1955년 6월 1일 - 가와나카촌과 합병해 나카쓰촌이 성립하여, 동일 후나쓰키촌은 폐지되었다.

## 참고문헌
- 角川日本地名大辞典 30 和歌山県